# Phong trào Thanh niên (Lào)
Phong trào Thanh niên, còn gọi là Đảng Thanh niên hoặc Đảng Nhân dân Thanh niên, là đảng phái chính trị ở Lào trước năm 1975.

## Lịch sử
Đảng này do Sisouk na Champassak thành lập vào tháng 5 năm 1965. Đảng đã giành được mười hai ghế trong cuộc bầu cử tháng 7 năm 1965. Dù đảng này ủng hộ phần lớn chương trình cải cách của Thủ tướng Souvanna Phouma, nhưng họ không chấp thuận những cải cách tài chính của ông và bỏ phiếu bác bỏ ngân sách năm 1966. Do đó, Phouma đã kêu gọi bầu cử sớm vào tháng 1 năm 1967. Một sự thay đổi trong luật bầu cử đã nâng độ tuổi tối thiểu cho các ứng cử viên từ 30 lên 35 và ngăn cản nhiều thành viên của đảng ra tranh cử. Mặc dù đảng này mất đi tầm quan trọng quốc gia, nhưng nó vẫn tiếp tục tồn tại cho đến tận thập niên 1970.